# Quận Fannin, Texas
Quận Fannin (tiếng Anh: Fannin County) là một quận trong tiểu bang Texas, Hoa Kỳ. Quận lỵ đóng ở thành phố Bonham6. Dân số theo điều tra năm 2000 là 31.342 người.